# Auguste Voisin

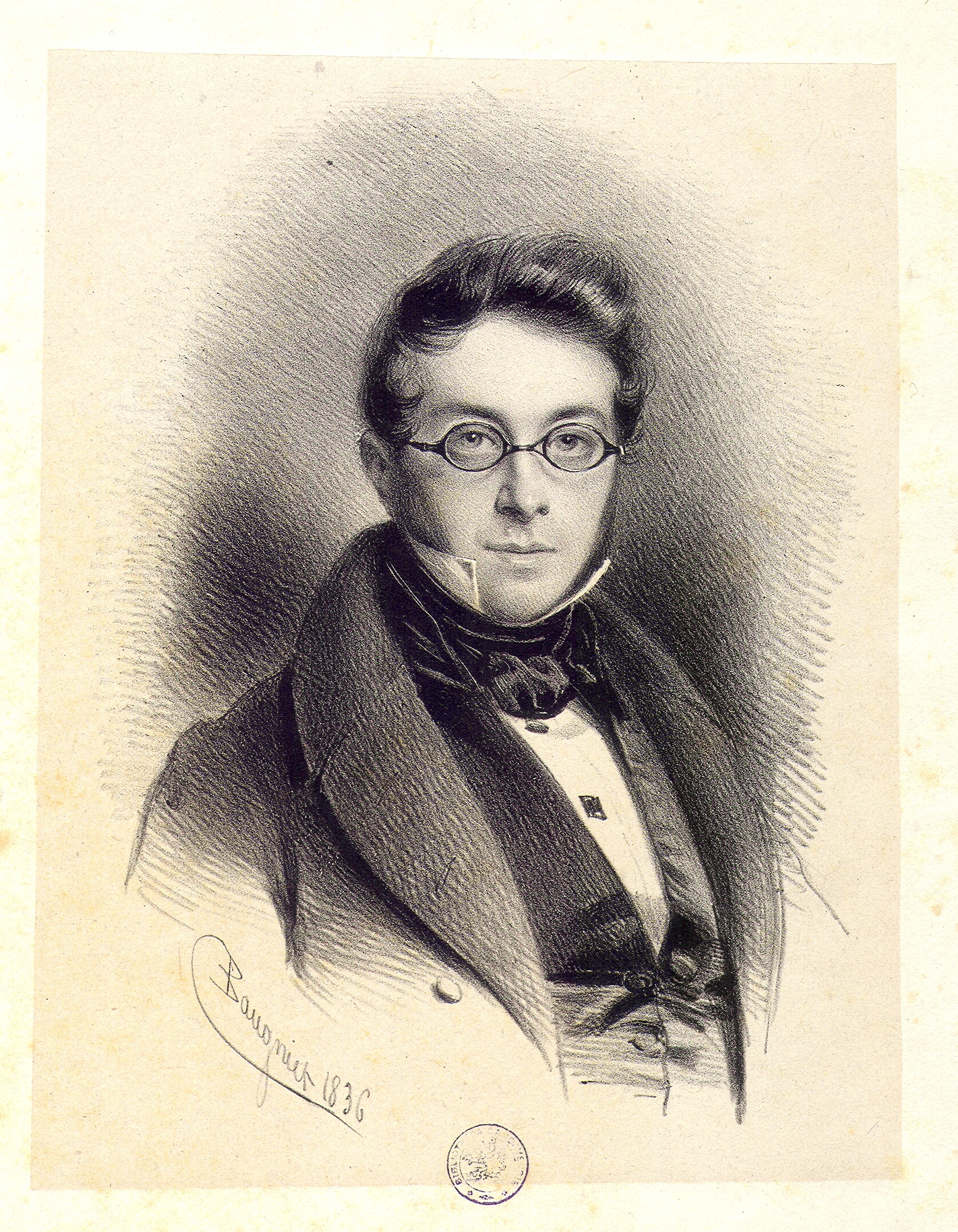
Portret van Auguste Voisin (1836)

Auguste Voisin (Pernes-lès-Boulogne, 9 maart 1800 - Gent, 4 februari 1843) was een Belgisch bibliofiel. Hij was hoofdbibliothecaris van de Gentse Universiteitsbibliotheek, pionier op het vlak van Belgische bibliotheekgeschiedenis en actief in allerhande historische, letterkundige en kunstzinnige genootschappen. 

## Jeugd
Als driejarige verhuisde Auguste Voisin met zijn ouders naar Gent, waar zijn vader een lesopdracht krijgt aan de École centrale (de voorloper van het Koninklijk Atheneum). Auguste voltooide er zijn humaniora. Hij liet zich vervolgens inschrijven aan de faculteit Letteren en Wijsbegeerte aan de nog jonge Gentse universiteit, waar hij in 1824 de doctorstitel behaalde. Gefascineerd door de Gentse geschiedenis werd de jongeman een van de stichtende leden van de Commission des monument et des sites de la ville de Gand, die tot ver in de twintigste eeuw de Gentse monumenten- en landschapszorg behartigde. In 1826 verscheen van zijn hand de Guide des voyageurs dans la ville de Gand ou notice historique sur cette ville, ses monuments et ses hommes célèbres. Dit boek werd een bestseller en werd nog viermaal herwerkt en heruitgegeven. 

## De Kortrijkse periode
In 1825 werd Voisin benoemd tot rethoricaleraar aan het stedelijk college van Kortrijk. Voisin raakte snel ingeburgerd in Kortrijk. Hij werd er bevriend met de erudiete bibliofiel Jacques Goethals-Vercruysse, die hem zijn rijke boekenverzameling ter beschikking stelde en hem stimuleerde in het historisch onderzoek. Het bekendste artikel, dat hij baseerde op onderzoek van Goethals-Vercruysse, ging over de Guldensporenslag en verscheen in 1834. Geïnspireerd door dit artikel en persoonlijk geadviseerd door Voisin, schilderde de Antwerpse kunstenaar Nicaise De Keyser een levensgroot tafereel dat op het Brussels salon van 1836 op grote belangstelling kon rekenen. Het schilderij dat op zijn beurt Hendrik Conscience inspireerde tot het schrijven van De leeuw van Vlaanderen, werd in 1841 door de stad Kortrijk aangekocht, maar ging teloor tijdens de Tweede Wereldoorlog.

## Hoofdbibliothecaris
Na het overlijden van zijn vader in 1830 keerde Voisin noodgedwongen terug naar Gent, waar hij de zorg voor zijn moeder en zuster op zich nam. Na eerst privéonderwijs te hebben gegeven, werd hij in 1832 benoemd aan het Koninklijk Atheneum in de poësis. Hij onderwees Latijn en Frans tot het schooljaar 1835-36. De gedeeltelijke teloorgang van het universitair onderwijs na de Belgische Revolutie leidde in 1831 in Gent tot de oprichting van twee facultés libres. Voisin doceerde Griekse en Latijnse letterkunde en oude en universele geschiedenis. Hij was tevens secretaris van de Faculté de Philosophie.
Na de onderwijshervorming van 1835 werd Voisin hoofdbibliothecaris, in opvolging van de gepensioneerde Pierre Lammens. Voisins eerste werk in de bibliotheek was het verkopen van de dubbels, waarna hij begon met de revisie en uitgave van catalogi, geholpen door zijn onderbibliothecarissen. Hij vervaardigde ook de inventaris van de uitgebreide privébibliotheek van bibliofiel Karel van Hulthem wiens collectie werd aangekocht door de staat en het fundament vormde van de Koninklijke Bibliotheek te Brussel.
Door al zijn drukke bezigheden en door de zorg voor zijn moeder en zus, huwde Voisin pas in 1839 met Elise Platiau. Het koppel kreeg drie kinderen. 
Lang duurde Voisins carrière als bibliothecaris niet, want hij overleed in 1843 aan een hersenbloeding, op het ogenblik dat de Kamer van Volksvertegenwoordigers zich boog over het naturalisatiedossier van deze geboren Fransman. Zijn opvolger in de bibliotheek werd Jules de Saint-Genois.

## Genootschappen
Naast wetenschapper en bibliograaf was Voisin ook gepassioneerd door kunst, als amateurschilder en als mecenas. In Kortrijk werd onder zijn impuls in 1833 de Société pour l'encouragement des beaux-arts et de l’industrie opgericht. In Gent was hij secretaris van de Société royale des beaux-arts et de littérature, secretaris van de Société d'encouragement des beaux-arts en adjunct-secretaris van de Koninklijke Academie. Eind 1837 werd Voisin corresponderend lid van de Academie royale des sciences et belles-lettres de Bruxelles. Hij publiceerde tientallen artikels in de bulletins van de Academie, in de Gentse Messager des sciences historiques en andere tijdschriften. Voisin correspondeerde ook met vele binnen- en buitenlandse geleerden. 